# Jane's Addiction
Jane's Addiction é uma banda estadunidense de rock alternativo formada em Los Angeles em 1985.
Em 2022, Avery voltou ao Jane's Addiction após uma ausência de 12 anos. Devido aos efeitos de uma COVID-19 persistente, Navarro foi substituído por Troy Van Leeuwen e Josh Klinghoffer nas turnês de 2022 e 2023, respectivamente. Em 2024, uma turnê de reunião com Navarro foi cancelada depois que Farrell o agrediu durante uma apresentação em 13 de setembro de 2024.

## Biografia
A banda nasceu na Califórnia, em 1985, com os amigos Perry Farrell (vocal), Eric Avery (baixo) e Dave Navarro (guitarra). A banda foi influenciada pelo hardcore punk, heavy metal, rock psicodélico, funk e até jazz, uma criatividade que era embalada ainda pelas letras de Farrell, que iam da ironia ao enigmático. Após a entrada do baterista Stephen Perkins, o grupo começou a fazer pequenos concertos na região e rapidamente chamou atenção. Os fãs aumentavam a cada apresentação e as gravadoras faziam marcação cerrada no grupo.
Eles preferiram lançar o primeiro disco com um pequeno selo chamado Triple XXX. "Jane’s Addiction" foi gravado ao vivo em um concerto no Roxy, em Los Angeles e os destaques foram "Pigs in Zen" e "Jane Says", além de um cover de "Sympathy for the Devil", dos Rolling Stones. Finalmente uma gravadora de peso, a Warner, conseguiu fechar um contrato com o Jane’s Addiction. Em 1988, foi lançado "Nothing's Shocking", que gerou polêmica ao trazer nudez na capa do disco - o que só ajudou a permanência do trabalho por 35 semanas nas paradas musicais.
O sucesso continuou com a canção "Been Caught Stealing", que fazia parte do terceiro disco, "Ritual de lo Habitual", lançado em 1990. Mas com o Jane’s Addiciton não foi diferente de qualquer outra banda de sucesso meteórico, onde os problemas aparecem quando o sucesso é maior. Farrell se desdobrava para participar da turnê e dar conta da organização do festival de rock itinerante Lollapalooza. Além disso, o grupo enfrentava problemas com drogas e os conflitos entre Navarro e Farrell ficaram insuportáveis. Após uma turnê explosiva, em 1991, o grupo anunciou o fim, mas o Jane's Addiction já era considerado o precursor da cena musical underground, que viria a abrir espaço para The Smashing Pumpkins, Pearl Jam, entre outros.
Cada integrante seguiu o seu caminho. Farrell se dedicou à produção do Lollapalooza e formou a banda Porno for Pyros, com Stephen Perkins; Eric Avery foi para o grupo Polar Bear; e Dave Navarro para o Red Hot Chili Peppers. Foram seis anos separados, até que a gravação de uma canção para a trilha sonora do filme "O Rei da Rádio" os uniu novamente. Foi o necessário para que despertasse o desejo de voltar a tocar juntos.
Em 1997, o Jane’s Addiction estava oficialmente de volta com a turnê "It’z My Party", nos Estados Unidos e Canadá. Como Eric não participou, o baixista Flea, do Red Hot Chili Peppers, ficou com a função. O grupo lançou ainda o disco "Kettle Whistle", com versões ao vivo das canções de maior sucesso da carreira e algumas demos nunca gravadas. O disco não obteve muito sucesso, mas a turnê foi surpreendente. Mesmo assim, eles pararam novamente e todos voltaram a se dedicar a outros projetos.
Em 2001, mais uma tentativa da volta da banda. Farrell e Perkins foram os primeiros a se reunir, depois Dave Navarro se juntou ao grupo com o novo baixista Chris Chaney. Eles entraram em estúdio para a gravação de um álbum com canções inéditas, "Strays", lançado em 2003, produzido por Bob Ezrin, que já trabalhou com Kiss, Alice Cooper e Pink Floyd. Depois de anos sem lançar um trabalho inédito, o Jane’s Addiction conseguiu colocar o disco direto no primeiro lugar no ranking de álbuns alternativos da Billboard.
Recentemente, no dia 23 de Abril de 2008, houve mais uma reunião da banda. Desta vez em Los Angeles, para receber o prêmio NME Awards, incluindo a presença de Eric Avery que não tocava com a banda desde 1991. A reunião contou com a presença de cerca de 400 pessoas na platéia e a banda tocou 4 músicas incluindo uma versão acústica de Jane Says. O prêmio do Jane's Addiction foi o Godlike Genius, sendo homenageada por seu destaque no cenário alternativo.
O site oficial do Jane's Addiction gerou rumores se a banda estaria produzindo algo em estúdio. Fotos de Eric Avery, Stephen Perkins, and Dave Navarro, pegos por Trent Reznor, apareceu recentemente no site oficial do Nine Inch Nails e gerou a especulação que Reznor e Jane's Addiction iram fazer algo juntos. Alguns deste rumores foram confirmados quando Trent Reznor afirmou que o Jane's Addiction faria um turnê junto com o Nine Inch Nails para 2009.
Ainda em 2009, durante uma breve reunião do grupo, os mesmos participaram de um festival em São Paulo. O festival foi realizado em novembro desse ano (Maquinaria) e contou, ainda, com o encerramento de outra banda extinta e reagrupada, o Faith no More.

## Integrantes
- Perry Farrell - vocal (1985-2004, 2008-2024)
- Dave Navarro - guitarra (1986-2004, 2008-2024)
- Stephen Perkins - bateria (1986-2004, 2008-2024)
- Eric Avery - baixo (1985–1991, 2008–2010, 2022–2024)
- Chris Chaney - baixo (2002–2004, 2011–2022)
- Martyn LeNoble - baixo (2001-2002)
- Flea - baixo (1997)
- Duff McKagan - baixo (2010)

## Discografia

#### Álbuns de estúdio
- Nothing's Shocking (1988)
- Ritual de lo Habitual (1990)
- Strays (2003)
- The Great Escape Artist (2011)

#### Álbuns ao vivo
- Jane's Addiction (1987)

#### Compilações
- Live and Rare (1988)
- Kettle Whistle (1997)
- Up from the Catacombs: The Best of Jane's Addiction (2006)

### Singles
| Data lançamento | Título                 | Posições            | Outras Informações                                      | Álbum                                                    |
| --------------- | ---------------------- | ------------------- | ------------------------------------------------------- | -------------------------------------------------------- |
| Data lançamento | Título                 | US Modern Rock      | Outras Informações                                      | Álbum                                                    |
| Dezembro 1988   | "Mountain Song"        | Not Available       | U.K. seven inch vinyl single                            | Nothing's Shocking                                       |
| Agosto 1990     | "Stop!"                | #1 (2 semanas)      | Released along with Three Days                          | Ritual de lo Habitual                                    |
| Agosto 1990     | "Three Days"           | Não tocada no rádio | Released along with Stop!                               | Ritual de lo Habitual                                    |
| Novembro 1990   | "Been Caught Stealing" | #1 (4 semanas)      | Nada                                                    | Ritual de lo Habitual                                    |
| Julho 1991      | "Classic Girl"         | #15                 | Nada                                                    | Ritual de lo Habitual                                    |
| 1991            | "Ripple"               | #13                 | Apenas rádio                                            | Deadicated: A Tribute to the Grateful Dead [compilation] |
| Novembro 1999   | "So What!"             | #??                 | Contains five mixes of "So What!" performed by Deep Red | Kettle Whistle                                           |
| Julho 2003      | "Just Because"         | #??                 | Nada                                                    | Strays                                                   |
| Novembro 2003   | "True Nature"          | #??                 | Final single                                            | Strays                                                   |
| Junho 2011      | "End To The Lies"      | #??                 | Lançado antes do novo álbum                             | The Great Escape Artist                                  |
| Agosto 2011     | "Irresistible Force"   | #??                 | Lançado antes do novo álbum                             | The Great Escape Artist                                  |

A banda também lançou o vídeo Soul Kiss, que consiste em entrevistas, filmes caseiros do Farrell, e clipes do Jane's Addiction banidos pela MTV.